# Храмцов, Сергей Николаевич
Серге́й Никола́евич Храмцо́в (28 февраля 1977) — российский футболист, защитник.

## Карьера
17 июля 1996 в выездном матче 17-го тура, выступая за волгоградский «Ротор» во встрече против «Уралмаша», выйдя на замену вместо Альберта Борзенкова, сыграл свой единственный матч высшем уровне. С 1996 по 1997 годы в основном играл за «Ротор-д», за который провёл 68 матчей, забив 2 года. В 1998 году на правах аренды выступал в камышинском «Роторе», за клуб провёл все 15 матчей в Втором дивизионе, после чего клуб снялся с чемпионата. С 2000 по 2003 годы играл за клуб «Лисма-Мордовия», за который провёл 102 матча и забил 3 гола. В 2004 году выступал за челябинский «Лукойл». В 2005 году играл за «Локомотив-НН». Сезон 2006 года начинал в «Элисте», а завершил сезон и профессиональную карьеру в том же 2006 году в «Роторе». С 2007 по 2008 годы играл в любительском клубе «Молния» из Небуга. 

## Личная жизнь
Сын: Максим Храмцов (род. 2002), также профессиональный футболист.